# Gabrielle Scharnitzky
Gabrielle Scharnitzky (Amberg, Baviera, 8 de septiembre de 1956) es una actriz alemana, reconocida por su trabajo tanto en cine y televisión así como en el teatro alemán.

## Biografía y carrera
Gabrielle Scharnitzky nació en Amberg, donde también creció. Tras estudiar en la Johanna-Decker-Realschule, se formó en una agencia de viajes. Trabajó para Pan Am y viajó mucho. Después se fue a Berlín para formarse como actriz en la Universidad de las Artes de Berlín de 1988 a 1990. Tanto en Berlín (1985, 1992, 1998, 1999, 2001) como en New York (1996), la actriz de teatro apareció en escena. Desde el año 2000, transmite su experiencia como entrenadora de actores a la siguiente generación en su "Actors Lodge".
Scharnitzky ha rodado numerosas producciones de cine y televisión en Alemania y en el extranjero. Es más conocida por su papel de Sophie von Brahmberg, que interpretó de 2005 a 2007 en la Sat.1 telenovela Verliebt in Berlin. Del 31 de julio de 2009 al 29 de julio de 2010, interpretó a la antagonista de la quinta temporada de la telenovela ARD Sturm der Liebe', la enferma del corazón e intrigante Cosima Saalfeld, anteriormente Zastrow.
Scharnitzky participó en 2010 en la campaña de prevención de la asociación Vergiss Aids nicht e. V..
De octubre a diciembre de 2022, formó parte del reparto principal de la serie estadounidense Shantaram en Apple TV+, donde interpretó el papel de Madame Zhou.

## Filmografía

### Televisión
- 1994: Scheidungsgericht
- 1995: Dr. Stefan Frank
- 1995: Alarmcode 112
- 1997: Who is Oscar Lake?
- 1998: Abgehauen
- 1999: Mordkommission
- 2000: Großstadtrevier
- 2000: HeliCops – Einsatz über Berlin
- 2000: Aus gutem Haus
- 2001: Polizeiruf 110 – Die Frau des Fleischers
- 2001: Die Cleveren
- 2001: Nur mein Sohn war Zeuge
- 2002: Wolffs Revier
- 2002: Im Namen des Gesetzes
- 2003: Schloss Einstein
- 2005–2007: Verliebt in Berlin
- 2008: Bonekickers: The Lines Of War (BBC)
- 2008: Morgen räum ich auf
- 2009: Dahoam is Dahoam (BR)
- 2009–2010: Sturm der Liebe (ARD)
- 2012: Heiter bis tödlich: Akte Ex: Der fröhliche Mönch
- 2015: Ein starkes Team: Stirb einsam! (Fernsehfilm)
- 2019: Treadstone (Fernsehserie, 7 Folgen)
- 2019: Devils (Fernsehserie, 10 Folgen)
- 2020: Großstadtrevier (Fernsehserie, Folge 33x13)
- 2020: SOKO Stuttgart: Schön bis in den Tod
- 2021: Der Usedom-Krimi: Der lange Abschied
- 2022: Shantaram (streaming)
- 2022: SOKO Potsdam: Das siebte Haus

### Cine
- 1986: Target – Zielscheibe (Target)
- 1987: Delinquenten
- 1987: Einfach so
- 1987: Blaha
- 1993: Mesmer
- 1994: Rosenkavalier
- 1994: Across the big water
- 2000: 12 Uhr Priegnitz
- 2001: Gib nie auf, Steven
- 2003: Anime Veloci (Fast Souls)
- 2004: Meine Frau, meine Freunde + ich
- 2005: Schöner Leben
- 2006: Tour Excessive
- 2006: Verliebt in Berlin – Das Ja-Wort
- 2007: Neben der Spur
- 2010: The Empty Plan
- 2011: Sherlock Holmes 2
- 2013: More than friendship
- 2013: Fragmente